# Roberta Lucca
Roberta Lucca, född 1978 i Rio de Janeiro, är en brittisk-brasiliansk entreprenör, medgrundare och marknadschef för spelutvecklaren Bossa Studios.  Företaget har vunnit en BAFTA och steg i värde med 11,4 miljoner USD år 2017.

## Tidigt liv och utbildning
Lucca föddes 1978 i Rio de Janeiro i Brasilien.  Hon studerade datavetenskap på PUC University i Rio de Janeiro och har två MBA i ledning och marknadsföring.  Hon arbetade inom produkt och innovation med företag som Globo TV och Vertu/Nokia.

## Karriär
Lucca var medgrundare av WonderLuk, en modemarknad på internet som på begäran sålde 3D-skrivna modeaccessoarer och smycken fram till 2017.  Hon var medgrundare av BOLDR, en AI-assisterad rådgivare som syftar till att hjälpa dig att bli mer självsäker.  Hon är också medgrundare av Bossa Studios, en videospelutvecklare och -förlag.  Företaget steg med 11,4 miljoner dollar USD år 2017.  Lucca var också med i BBC Girls Can Code och i Disneys tv-program Minnie Challenge.  

## Utmärkelser
- BAFTA award för Bossa Studios.[6]
- Forbes top 50 women in Tech.[7]
- Utnämnd till Top 35 Women under 35 av Management Today.[8][9]
- Top 30 Women in Games[10]
- Finalist i everywoman's Entrepreneur of the Year[11]
- UK Top 100 Influential People in Video Games[12]